# Papiria de consecratione
La lex Papiria de consecratione va ser una llei romana proposada pel tribú de la plebs Quint o Luci Papiri, que en tot cas formava part de la gens Papíria, promulgada en una data ignorada. Prohibia consagrar sense consentiment de la plebs els temples, els camps, les ares o cap altra cosa.